# Escuadrón Fénix
El Escuadrón Fénix fue una unidad dependiente de la Fuerza Aérea Argentina formada por la aviación civil argentina por la guerra de las Malvinas. Estuvo integrado por personal militar y civil y aeronaves requisadas a empresas privadas y organismos estatales, y sirvió en tareas diversas durante el conflicto. Cumplió misiones de guiado de escuadrillas, retransmisión, diversión, desgaste, exploración y reconocimiento y fotografía aérea. Las misiones de diversión, guiado y exploración y reconocimiento en su totalidad fueron realizadas por tripulaciones militares, perteneciente al Grupo 1 Aerofotográfico de la II Brigada Aérea.

## Orígenes
A fines de 1978 Argentina y Chile se vieron involucrados en una escalada prebélica a raíz del diferendo limítrofe por el Canal Beagle. Ambos países movilizaron fuerzas militares en preparación para un conflicto armado que finalmente no se produjo. En esa ocasión las Fuerzas Armadas argentinas elaboraron un plan para convocar a pilotos civiles como así también personal de mantenimiento; del mismo modo, se iban a requisar aviones y helicópteros para reforzar el poder aéreo argentino. El conflicto armado no llegó a producirse y el Escuadrón Fénix no llegó a formarse y quedó como un plan en «carpeta».

## Organización
En 1982 las fuerzas argentinas desembarcaron en el archipiélago de las Malvinas, ocupado por Gran Bretaña desde 1833 y sobre el cual la República Argentina alega derechos de soberanía; esto dio inicio a la Guerra de las Malvinas entre ambos países. 
La primera ministra Margaret Thatcher envió una poderosa fuerza de tareas aeronaval para retomar el control de las islas, y el gobierno argentino ordenó reforzar Malvinas. Con ese objetivo emitió el Plan de Operaciones 2/82, denominado “Mantenimiento de la Soberanía”. Este Plan incluía la convocatoria de pilotos civiles y mecánicos aeronáuticos, como así también la requisa de aviones y helicópteros de las empresas privadas y de organismos estatales.
La idea de crear un Escuadrón o unidad Aérea Especial nació en 1978 ante la necesidad de contar con aeronaves que realizaran tareas de velo y engaño. El Comando de Operaciones Aéreas ordenó realizar un estudio para la utilización de los aviones Civiles y Militares, como así también, las tareas que deberían cumplir en el Teatro de Operaciones.
Por tal motivo la Fuerza Aérea Argentina solicitó a las Empresas Nacionales, Estatales y Fuerzas de seguridad la puesta a disposición de sus aviones ejecutivos y sus tripulaciones, que fueron convocados a través del Departamento Movilización y Reserva, la Dirección Nacional de Aeronavegabilidad y la Dirección de Material para legalizar las situaciones creadas.
Entre el 13 y el 28 de abril de 1982 un grupo de Oficiales efectuó:
a) La planificación correspondiente.
b) La selección de los pilotos
c) La selección de aeronaves que de acuerdo a sus características, performances y equipamientos electrónicos, serían las más aptas para las tareas a realizar.
Se estudiaron y determinaron los diferentes tipos de misiones para estas aeronaves y su utilización en el Teatro de Operaciones
El 28 de abril de 1982 en la VII brigada Aérea los pilotos convocados, civiles, ex Fuerza Aérea, de Fuerzas de seguridad y otras Fuerzas recibieron sus insignias correspondientes partiendo a las unidades de despliegue de la Fuerza Aérea Sur.
Se desplegaron treinta y cinco aviones civiles, cuatro Lear Jet fotográficos de la II Brigada Aérea y un Lear Jet Verificador del Instituto Nacional de Aviación Civil. Conformando el Escuadrón Fénix dependiendo del Jefe de la Sección Operativa de Exploración y Reconocimiento y la Sección Operativa de Operaciones Electrónicas. Realizando las siguientes tareas:
1) Diversión
2) Guiado de Escuadrillas
3) Exploración y Reconocimiento
4) Restrasmisor
5) Transporte Aéreo:
a) Carga
b) Correo
c) Pasajeros
d) Sanitario
6) Colaboración en Búsqueda y Salvamento.
El comandante de la FAS y su estado mayor, habían trabajado intensamente para afrontar la grave responsabilidad que el día 1 de mayo se tornaba realidad: la de enfrentar a un enemigo totalmente superior en tecnología y medios y para colmo en un teatro que por sus características no era habitual para los hombres de la Fuerza Aérea Argentina. Las Islas Malvinas y la situación creada por la reacción de Gran Bretaña al enviar una poderosa fuerza configuraban el Teatro de Operaciones típicamente naval, donde los medios aéreos propios solo deberían – en lo teórico- jugar un rol tangencial, no directo, en las operaciones.
El principal Problema Militar Operativo que debió resolver la FAS hacia directamente a la supervivencia de sus medios y personal.
El 12 de abril de 1982 se establece la Zona de Exclusión Marítima (ZEM).
El 28 de abril de 1982 el Ministerio de Defensa Británico comunica a Buenos Aires el establecimiento de una Zona de Exclusión Total (ZET), Aérea y Marítima en un radio de 200 millas náuticas alrededor de las Islas Malvinas.
A partir del 1 de mayo de 1982 se establecen los límites en que toda aeronave civil o militar que penetrase en esa zona sin autorización de Londres sería considerada hostil y sujeta al ataque de las Fuerzas Británicas.
Por estas Razones se ordenó y se tomaron las siguientes medidas:
1) Que el avión LV - OFV perteneciente a la Empresa Terrabusi S.A sea tripulado por pilotos militares.
2) Que el avión LV – ONN perteneciente a la Empresa DAHM Automotores sea tripulado por pilotos militares a partir del 2 de mayo de 1982.
3) En el caso de los aviones LEAR JET 24, 25 y 36. Por no tener la Fuerza Aérea Pilotos habilitados en estos sistemas de armas un piloto militar volará conformando tripulación.
La Fuerza Aérea Argentina desplegó a las bases del sur (CRV-GAL-GRA-SCR) los aviones Lear Jet pertenecientes al Gpo I Aerofotografico- II Brigada Aérea, con sus respectivas tripulaciones militares. El sr. Páez Allende ya se había ido de baja de la fuerza.

## Despliegue operacional
El 24 de abril llegó a la ciudad de Comodoro Rivadavia el primer avión asignado al Escuadrón Fénix, un Hawker Siddeley. A continuación llegaron las demás aeronaves y comenzaron las prácticas para la ejecución de las misiones. Las instalaciones de la empresa estatal Yacimientos Petrolíferos Fiscales (YPF) en Comodoro Rivadavia sirvieron de improvisada base operacional. Empresas como Loma Negra, Terrabusi, radio Rivadavia, Editorial Sarmiento, Acindar, entre otras, prestaron su personal de vuelo, que fue puesto bajo los reglamentos militares. A los pilotos se les otorgó el rango de alférez en comisión, y a los mecánicos el de cabo. Personal retirado de la Fuerza Aérea Argentina se presentó como voluntario, uno de ellos (Alan Withington), al igual que un piloto civil argentino (James Harvey), que también se ofreció de voluntario, había volado en la RAF durante la Segunda Guerra Mundial.
Los aviones de transporte ejecutivo eran muy apreciados por sus modernos instrumentales, lo cual les daba la posibilidad de servir de guía a los aviones argentinos de ataque como los Skyhawk, Dagger o Canberra, que carecían de radar.

## Misiones
El Escuadrón Fénix estuvo a cargo del Vcom Roberto Cardoso, el 13 de mayo de 1982 fue reemplazado por el Vcom. Rodolfo De la Colina quien fuera derribado el día 7 de junio, tripulando el Lear Jet 35 A T–24 de la Fuerza Aérea Argentina en misión de Exploración y Reconocimiento fotográfico. Por tal razón se hace cargo el Vcom. Rubén Eduardo Román, realizando vuelos de rehabilitación y posteriormente vuelos de exploración y reconocimiento como tripulante observador a partir del 8 de junio de 1982.
Este Escuadrón que fuera conocido, recién después de finalizado el conflicto, cumplió ampliamente con todas las tareas impuestas, el cumplimiento de las misiones que involucraban un riesgo: diversión, exploración y reconocimiento, y guiado de escuadrillas de aviones de combate a las islas Malvinas, fueron únicamente ejecutadas por pilotos militares de la Fuerza Aérea Argentina, éstas misiones de riesgo se comenzaron a ordenar desde el 1 de mayo de 1982, a través de "órdenes fragmentarias" (misiones ordenadas por el comando de la Fuerza Aérea Sur) a tripulaciones íntegramente militares y que disponían, según la base de despliegue, de aeronaves incautadas a empresas nacionales con matrícula privada.
El resto de tripulantes no militares del Escuadrón Fénix, cumplía misiones de vuelo en traslado, correo y diversas tareas dentro del continente argentino 
Hasta el 1 de mayo de 1982, se realizaron contadas salidas dentro del Teatro de Operaciones Malvinas incluyendo a personal civil como tripulantes. Hubo guiados de traslado de las escuadrillas de aviones Pucará hasta las islas, antes del 1 de mayo por aviones turbohélices, y luego se realizaron algunas incursiones por el mar argentino, pero sin entrar en el Teatro de Operaciones Malvinas.
Como corolario del riesgo de éstas misiones, el 7 de junio de 1982, un misil Sea Dart, disparado por el hms Exeter.(http://www.escuadronfenix.org.ar/nuestrahistoria.html Archivado el 24 de septiembre de 2015 en Wayback Machine.), derriba al avión guía de una formación Lear Jet 35 A, el avión perteneciente a la II Brigada Aérea, Grupo I Aerofotográfico con asiento en la ciudad de Paraná, matrícula T-24, falleciendo todos sus tripulantes militares. 
Solo los Ingleses saben de la cantidad trastornos que se les ocasionaba operando este tipo de aviones, que por su velocidad en radar, se interpretaban como aviones de combate dirigiéndose a algún blanco y esos ecos en sus radares, que aparecían y desaparecían, a cualquier hora del día o de la noche, generando alertas y desgastando los sistemas defensivos de la Task Force. Se desarrollaba, además, una cantidad de misiones de apoyo a los aviones de ataque, a los cuales acompañamos y asistimos durante sus vuelos, la pérdida de uno de nuestros aviones, con nuestro Jefe de Grupo y nuestro Jefe de Escuadrón como pilotos, demostró el elevado profesionalismo y entrega con que nos lanzamos a la batalla, con aviones desarmados e indefensos, pero sabiendo que realizábamos una tarea de gran utilidad para la Fuerza Aérea Argentina, todos cobijados bajo nuestra Enseña Patria y el orgullo de ser pilotos, e integrantes de la Fuerza Aérea Argentina.
El Escuadrón Fénix voló 780 horas durante la guerra. Realizó 14 misiones de guiado de escuadrillas de ataque táctico y bombardeo, 28 misiones de retransmisión de comunicaciones y 123 misiones de diversión.

## Importancia
Fuentes argentinas atribuyen gran importancia a la tarea del Escuadrón Fénix, sobre todo a las misiones de distracción para "pinchar" el radar británico y provocar falsas alarmas:

El piloto militar, cuando se encontraba a poco de aparecer en las pantallas de radar enemigas, tenía la ventaja de ser un punto más en ellas. La presencia de varias falsas alarmas en forma simultánea le daba la chance de que el enemigo no se ocupara exclusivamente en derribar su avión.

Las fuentes británicas son más moderadas al realizar la misma evaluación. Opinan que muchas de las misiones atribuidas al Escuadrón Fénix fueron realizadas por otros aviones LearJet de la Fuerza Aérea Argentina, y no consideran creíble que se hayan atrevido a entrar dentro del alcance de los Sea Harrier. Las misiones de distracción tampoco suenan creíbles a los ingleses, quienes afirman que los aviones que se acercaban a la flota y luego daban media vuelta sólo podían ser cazas de combate argentinos que desistían de sus ataques.
De todas maneras, al ser una unidad creada para servir en una situación de emergencia, el Escuadrón Fénix fue disuelto apenas finalizó la guerra, el 15 de junio de 1982, después que la guerra terminara con la rendición de todas las fuerzas argentinas en Malvinas. En consecuencia los aviones y el personal civil fueron desmovilizados. Se comprueba posteriormente que el 7 de junio de 1982, en tareas de exploración y reconocimiento es abatido el avión Lear Jet matrícula T-24 de dotación de la Fuerza Aérea Argentina, falleciendo todos sus tripulantes militares : Comandante Vcom DE LA COLINA, Copiloto Mayor FALCONIER, Fotógrafo Militar Capitán LOTUFO, Suboficial de Comunicaciones Suboficial Ayudante LUNA, Mecánico de Aeronave Suboficial Ayudante MARIZZA . Todos pertenecían a la II Brigada Aérea sita en la ciudad de PARANÁ - Entre Ríos - ARGENTINA.
No hubo bajas del personal civil movilizado, ni pérdidas de máquinas requisadas.